# Allium zebdanense
Allium zebdanense es una especie de planta bulbosa del género Allium, perteneciente a la familia de las amarilidáceas, del orden de las Asparagales.
Se distribuye por Oriente Medio, en Líbano y Siria.

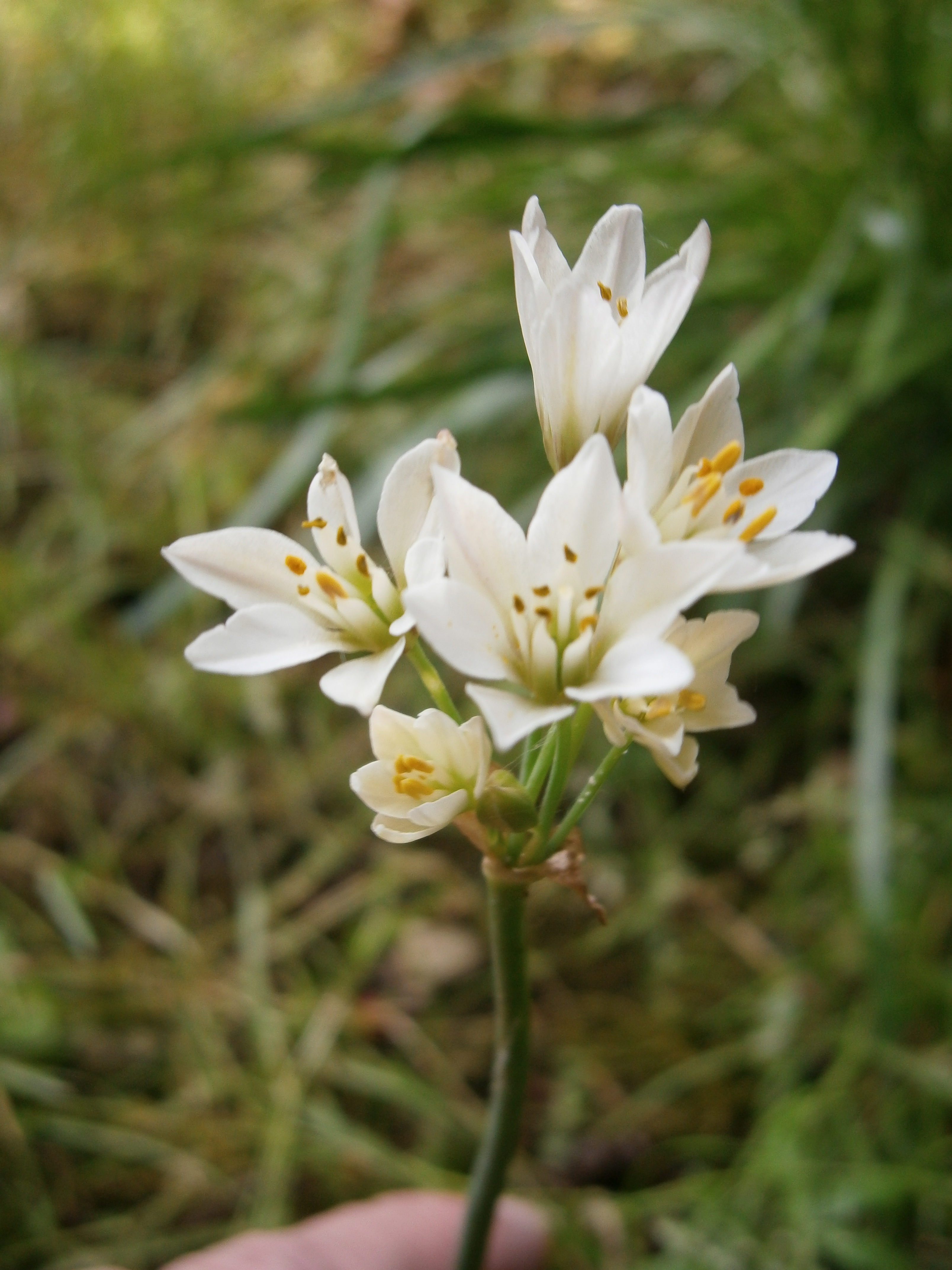
Inflorescencia

## Descripción
Allium zebdanense es una especie de gran tamaño, adecuada para su siembra en la sombra del jardín seco, a pesar de que crece al sol demasiado. Es de la región de Oriente Medio, en Líbano y Siria, es perfectamente resistente y crece lentamente como grupos que son atractivos por sí mismos.

## Taxonomía
Allium zebdanense fue descrita por Boiss. & Noë y publicado en Diagnoses Plantarum Orientalium Novarum ser. 1, 4: 113, en el año 1859.
Etimología
Allium: nombre genérico muy antiguo. Las plantas de este género eran conocidos tanto por los romanos como por los griegos. Sin embargo, parece que el término tiene un origen celta y significa "quemar", en referencia al fuerte olor acre de la planta. Uno de los primeros en utilizar este nombre para fines botánicos fue el naturalista francés Joseph Pitton de Tournefort (1656-1708).
zebdanense: epíteto
Sinonimia
- Allium chionanthum Boiss.[5]